# أشياء صغيرة كهذه (فلم)
أشياء صغيرة كهذه (بالإنجليزية: Small Things like These) هو فيلم دراما تاريخية صدر عام 2024 من إخراج تيم ميلانتس واقتبسته إندا والش من رواية عام 2021 بقلم كلير كيغان، وبطولة كيليان مورفي (الذي يعمل أيضًا كمنتج)، وإيلين والش، وميشيل فيرلي، وإميلي واتسون، وكلير دون، وهيلين بيهان. الفيلم إنتاج دولي مشترك بين أيرلندا وبلجيكا. تركز قصته على مغاسل ماجدالين سيئة السمعة في أيرلندا.
تم عرض الفيلم لأول مرة عالميًا في مهرجان برلين السينمائي الدولي الرابع والسبعين في 15 فبراير 2024، وسيتم إصداره في أيرلندا والمملكة المتحدة في 1 نوفمبر 2024.

## الملخص
في الفترة التي سبقت عيد الميلاد عام 1985، يقوم تاجر الفحم بيل فورلونج باكتشاف في دير محلي يجعله يواجه أسرارًا في مدينة نيو روس الأيرلندية.

## طاقم التمثيل
- كيليان مورفي بدور بيل فورلونج،[1] تاجر فحم
  - لويس كيروان بدور بيل الشاب[2]
- إيلين والش بدور إيلين فورلونج،[1] زوجة بيل
- ميشيل فيرلي بدور السيدة ويلسون[1]
- إميلي واتسون بدور الأخت ماري،[1] رئيسة الدير الفاسد
- كلير دون بدور الأخت كارمل[1]
- هيلين بيهان بدور السيدة كيهو،[1] صاحب الحانة المحلية
- ليادان دونليابدور كاثلين فورلونج،[3] ابنة بيل الكبرى
- أجنيس أوكيسي بدور سارة فورلونج،[3] أم بيل
- مارك ماكينا بدور نيد،[3] عامل مزرعة السيدة ويلسون
- زارا ديفلين بدور سارة،[3] امرأة شابة من الدير

## الإصدار
عُرض الفيلم لأول مرة عالميًا في 15 فبراير 2024 في مهرجان برلين السينمائي الدولي الرابع والسبعين. في يونيو 2024، حصلت شركة ليونزغيت على حقوق توزيع الفيلم في أمريكا الشمالية والمملكة المتحدة وأيرلندا، بالتعاون مع شركة رودسايد أتراكشنز للإصدار الأمريكي. سيتم إصداره في أيرلندا والمملكة المتحدة في 1 نوفمبر 2024، وفي الولايات المتحدة في 8 نوفمبر.

## الاستقبال

### الأوسمة
في مهرجان برلين السينمائي الدولي الرابع والسبعين، فازت إيميلي واتسون بجائزة الدب الفضي لأفضل أداء مساعد عن تجسيدها لدور الأخت ماري.

## وصلات خارجية
- مقالات تستعمل روابط فنية بلا صلة مع ويكي بيانات